# Каделяно Виконаго
Каделя̀но Викона̀го (на италиански: Cadegliano Viconago; на ломбардски: Carijan Viconagh, Кариян Виконаг) е община в Северна Италия, провинция Варезе, регион Ломбардия. Административен център на общината е село Каделяно (на италиански: Cadegliano), което е разположено на 414 m надморска височина. Населението на общината е 2716 души (към 2017 г.).